# Johannes Stumpf (författare)

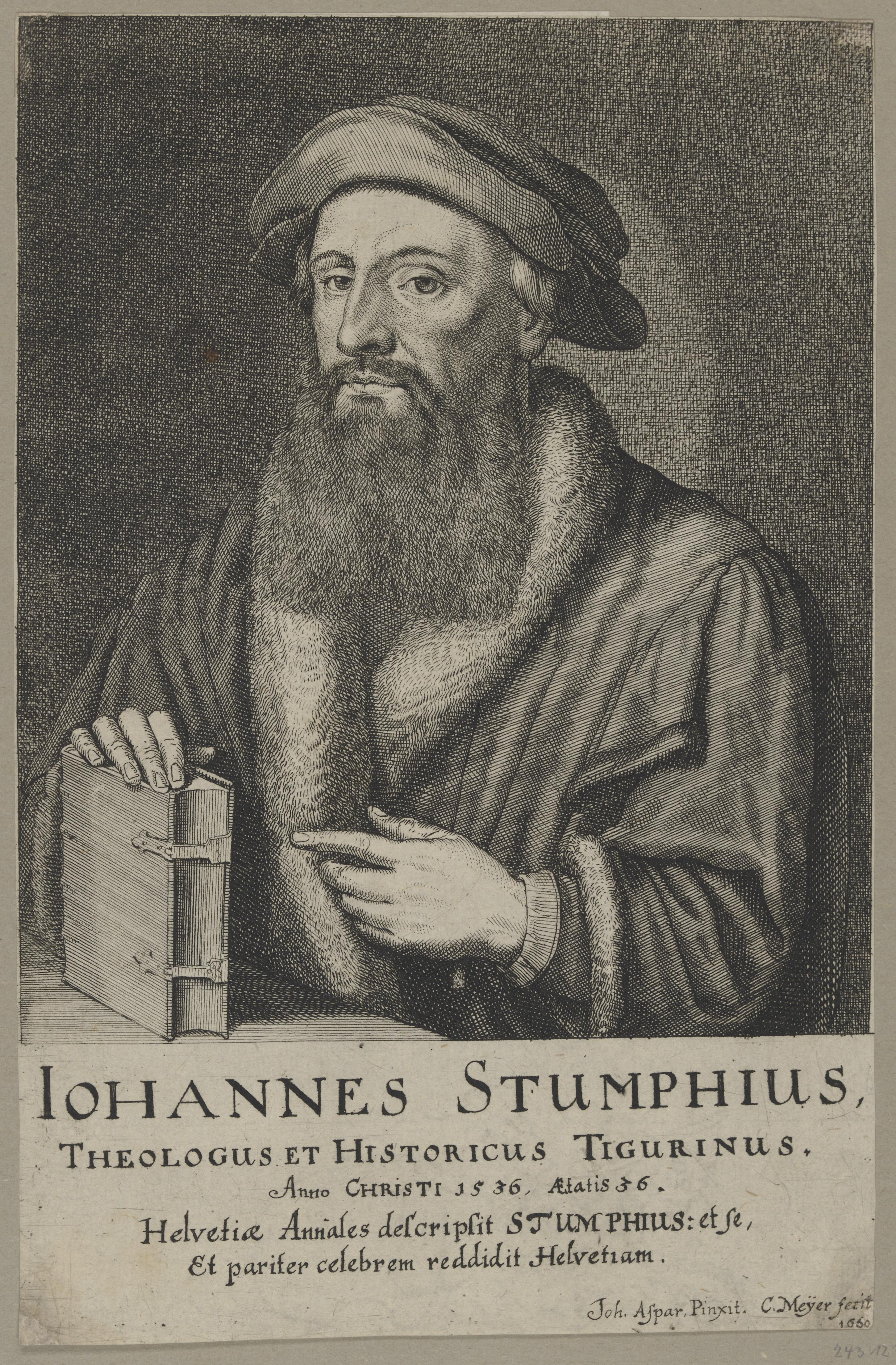
Johannes Stumpf.

Johannes Stumpf, född den 23 april 1500 i Bruchsal, död 1576 i Zürich, var en schweizisk historieskrivare. 
Stumpfs huvudverk är den 1546 avslutade 'Gemeiner loblichen Eidgenossenschaft Städten, Landen und Völkeren chronikwürdiger Taten Beschreibung (13 böcker), som skildrar schweiziska edsförbundets topografi och historia fram till 1500-talet. Arbetet lider av stora brister i kritik, disposition och historisk uppfattning; det kan inte jämföras med den italienska humanismens alster, som var Stumpfs förebilder. Det äger dock betydelse som den första större framställningen av schweizisk historia; genom sitt folkliga framställningssätt vann det stor popularitet. Schwytzerchronik (1554) är ett av författaren själv ombesörjt sammandrag.